# Пиринска фолклорна област
Пиринската фолклорна област включва земите на Пиринска Македония. Тя е част от по-обширната Македонска фолклорна област.
Народните песни във фолклорната област се характеризират с двугласното народно пеене. Изпълняват се по време на играене на хоро, на седенки, по време на жътва и копан, обичаи и на трапеза. Обикновено една певица пее първия глас или мелодията, а две, три или повече я съпровождат, поддържайки втория исонов глас. На отделни места изпълнението се характеризира с провиквания.
Пиринската двугласна песенна област (в границите на окръг Благоевград) е най-голямата двугласна област в днешна България. Като нейни характеристики изследователите определят „сравнително слабо подвижният втори глас, извънредно многото песни с тесен тонов обем и честите кръстосвания на гласовете, при което първи глас най-често слиза на подтоничния тон, докато втори глас пее тониката. Дисонантните хармонични секунди преобладават, но в по-широките по обем песни се срещат често консонантни интервали“. В Пиринския край се пеят и много едногласни песни, които са пренесени от други области на България и тук са станали двугласни. В отделни места те са изместили местната двугласна песен.
Принципни разлики в постройката на песните от различните райони на Пиринско няма, но има три доста различни стила – разложко-бански, гоцеделчевски и петричко-сандански.
Разложко-банският стил е характерен с пентатониката и това се отразява в интервалния строеж на двугласа. Тази особена, звучаща на места мажорно пентатоника дава красива звучност на двугласа. За Банско е типично също и т.нар. ацане при двугласни песни – на отделни места първият глас раздробява нотната стойност подобно на флатерцунге. Тресенето на гласа при изпълнение на песните по време на копан наподобява хълцане или цвилене и силно провикване в края на всяка фраза, ацане.
Петричко-санданският песенен двуглас е повлиян от пренесени от преселниците от вътрешността на Македония двугласни и едногласни песни.
Двугласът в Гоцеделчевско е оригинален и сравнително запазен от други влияния. Там се срещат видове двугласни песни, каквито няма никъде другаде. В селата Долен и Сатовча се изпълняват т.нар. „високи“ песни, с пеене „нависоко“, които се срещат единствено там. Интересно е и характерното за двете села четиригласно сложение. При съчетаването на две двугласни песни със съвсем различен по мелодия и текст характер се е стигнало до четиригласно звучене, като свръзката е само исоновия тон, поддържан от вторите гласове. Комбинацията от двугласна песен и втора двугласна мелодия на високо е изградена от кратки речитативи и продължителни високи провиквания. Това многогласно (четиригласно) пеене не се е разпространило другаде поради особеностите в интонационно отношение, които трудно се усвояват от хора, които не са ги слушали и възприели още в детството си. Песните от тази област имат общи мотиви с песните от останалата част на страната. Широко разпространение заемат песните, отразяващи борбите за освобождение.